# Sancaktar-Hayrettin-Moschee

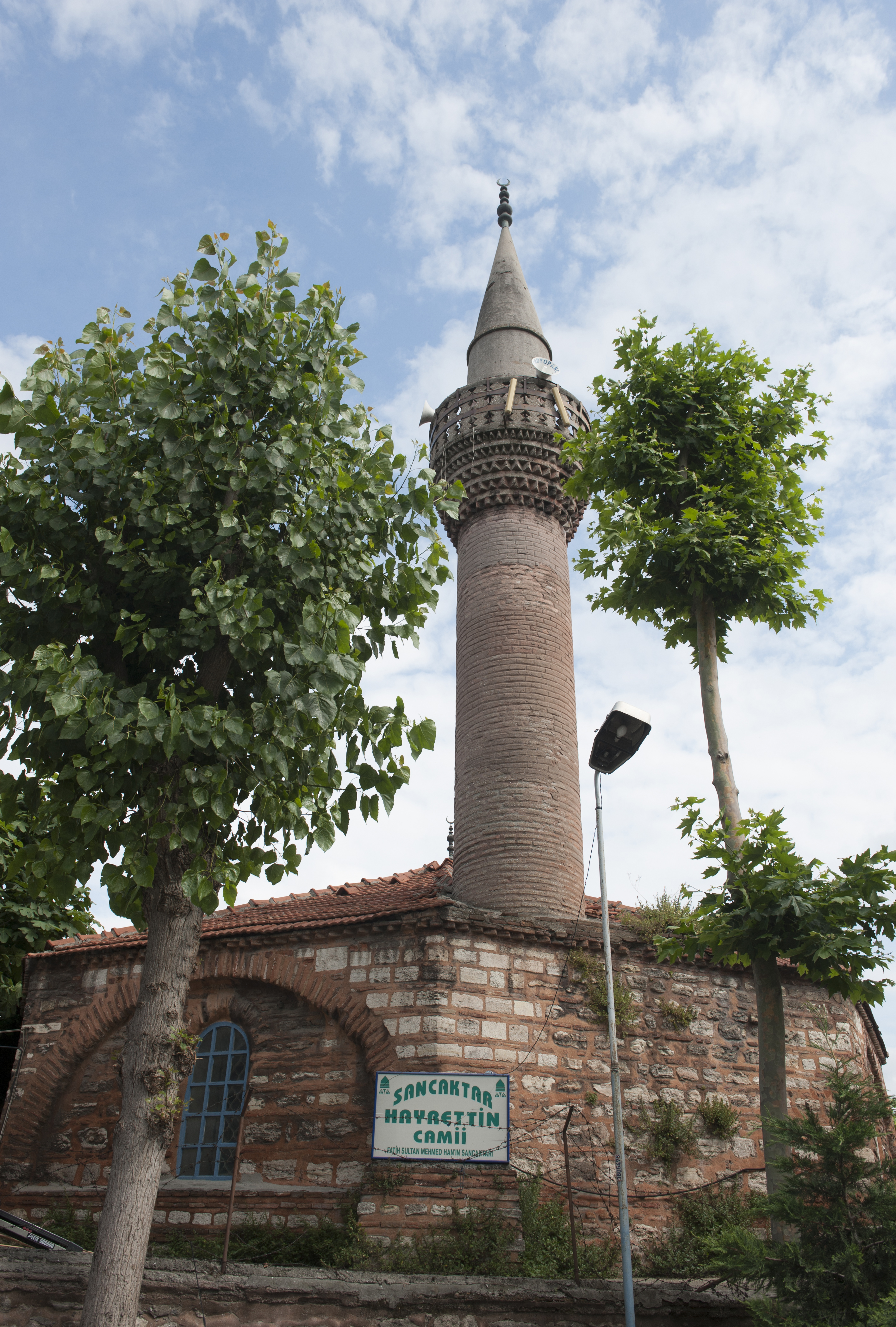
Äußeres der Sancaktar-Hayrettin-Moschee mit Minarett

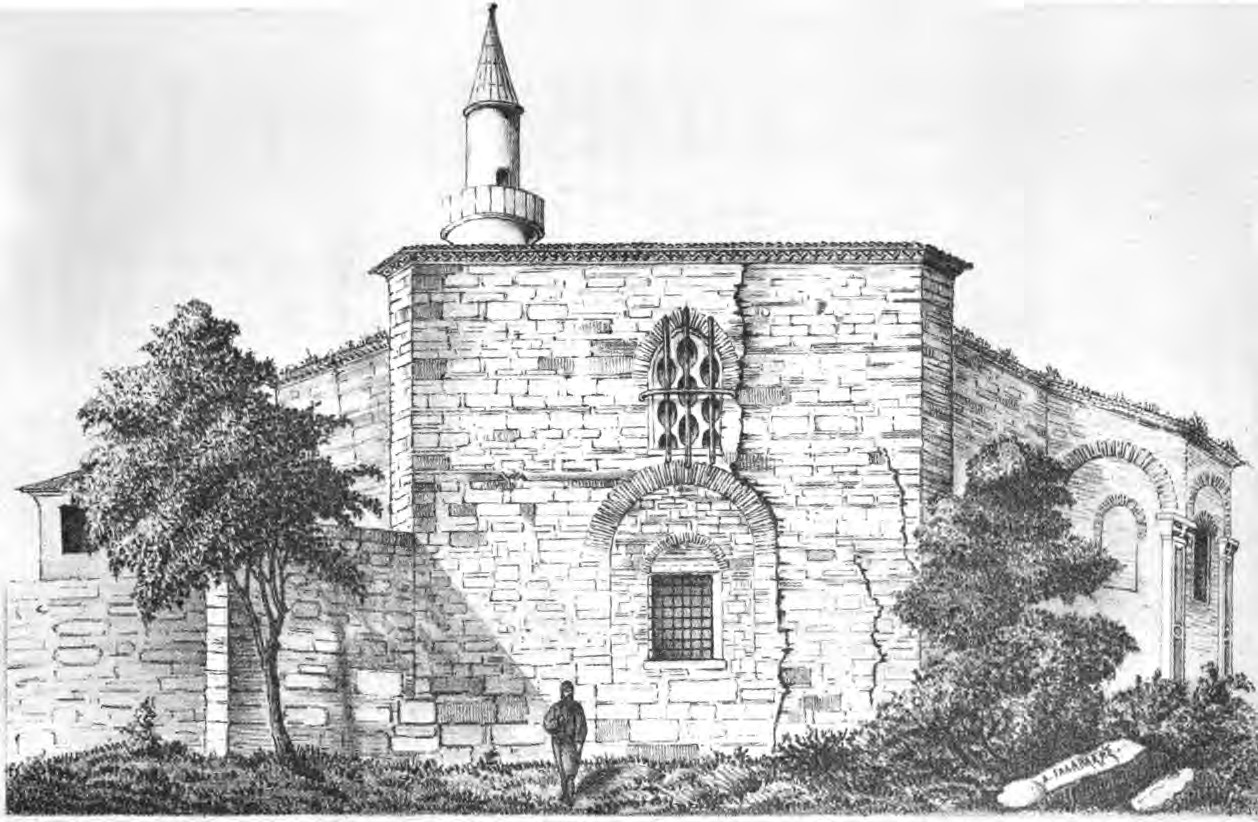
Zeichnung aus den 1870er Jahren

Die Sancaktar-Hayrettin-Moschee (türkisch Sancaktar Hayrettin Camii) ist Teil eines ehemaligen byzantinischen Klosters und heute Moschee in Istanbul. Es wird angenommen, dass das kleine Gebäude Teil des byzantinischen Gastria-Klosters (griechisch Μονῆ τῶν Γαστρίων, Monē tōn Gastríōn, Vasenkloster) war.

## Lage
Das Bauwerk liegt im Stadtviertel Kocamustafapaşa (historisch Samatya) im Istanbuler Stadtbezirk Fatih in der Teberdar Sokak. Die Moschee befindet sich rund 500 Meter nordöstlich der S-Bahn-Station Kocamustafapaşa.

## Geschichte
Die Ursprünge des Gebäudes, das auf dem siebten Hügel von Konstantinopel mit Blick auf das Marmarameer erbaut wurde, sind ungewiss. Eine Legende berichtet, dass im Jahr 325 Helena, Mutter von Konstantin dem Großen, mit dem Heiligen Kreuz aus Jerusalem zurückkehrte. Sie legte im Hafen tou Psomatheou an und ließ hier einige Vasen (Gastria) zurück, die Kräuter vom Berg Golgota enthielten, wo Christus gekreuzigt worden sein soll. Dort gründete sie dann ein Kloster. Tatsächlich wurde in Konstantinopel kein Kloster vor dem letzten Viertel des 4. Jahrhunderts nach Chr. gegründet, sodass diese Geschichte kaum der Wahrheit entsprechen dürfte.

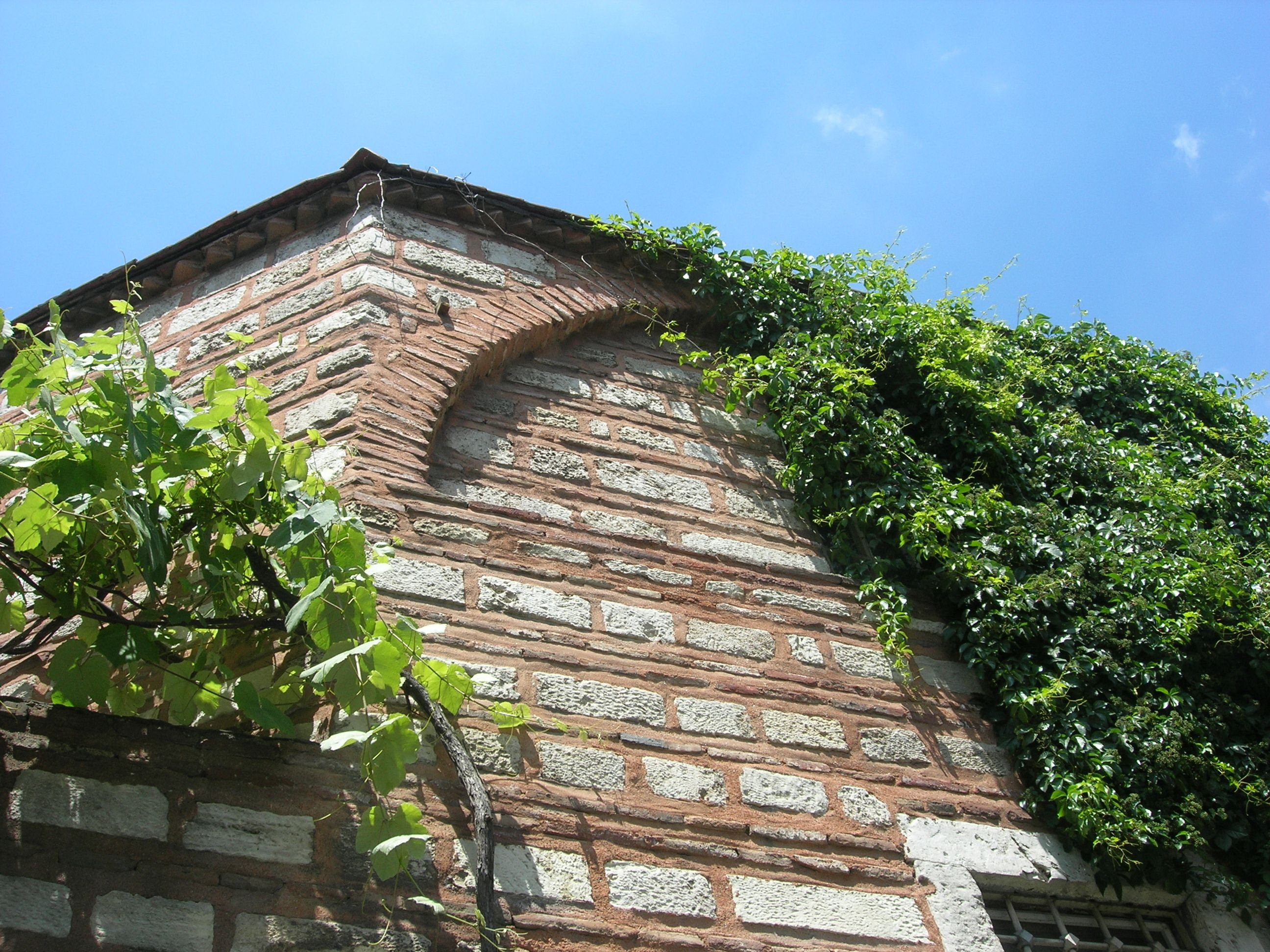
Südwestseite mit klassischem gebändertem Mauerwerk aus roten Ziegel- und grauen Werksteinen

Das Kloster Gastria wurde erstmals zu Beginn des 9. Jahrhunderts erwähnt. Zu dieser Zeit erwarb Theoktiste, Mutter von Kaiserin Theodora II. (Ehefrau von Kaiser Theophilos) und als Regentin verantwortlich für die Wiederherstellung der Bilderverehrung, im Viertel Samatya ein Haus von dem Patrizier Niketas (eventuell Niketas der Patrizier) und gründete ein Kloster.
Den Titel der Ktētorissa (Stifterin) und die Gebäude erbte ihre Tochter Theodora. Mit ihren Töchtern Thekla, Anna, Anastasia und Pulcheria bezog Theodora 856 auf Druck ihres Bruders Bardas das Kloster, nachdem sie die Regentschaft für ihren Sohn Michael III. an Bardas abgegeben hatte. Alle mussten die Tonsur akzeptieren. Die älteste Tochter Thekla könnte später eventuell von Michael an den byzantinischen Hof zurückgerufen worden sein als Mätresse für Basileios I. Kaiser Konstantin VII. Porphyrogennetos schrieb im 10. Jahrhundert in seinem Buch De ceremoniis, dass die Kirche des Klosters auch als Mausoleum für Mitglieder der Familie von Theodora genutzt wurde. Die Kaiserin, ihr Bruder Petronas, ihre Mutter und ihre drei Töchter wurden hier bestattet. Nach Konstantin VII. soll außerdem der Unterkiefer von Bardas in einem Mamorkästchen in der Kirche aufbewahrt worden sein.
Letztmals erwähnt wurde das Kloster Gastria vor 1453 von einem russischen Pilger, der die Stadt im zweiten Viertel des 15. Jahrhunderts besichtigte. Er erinnerte an ein Kloster nahe dem Goldenen Tor der Theodesianischen Mauer, wo die Reliquien der hl. Euphemia und der hl. Eudokia verehrt wurden. Das Gebäude könnte Gastria gewesen sein.
Schon kurz nach der osmanischen Eroberung Konstantinopels im Jahr 1453 wandelte Hayrettin Effendi, Sancaktar (Standartenträger) von Sultan Mehmed II., das Gebäude zu einem Mescit, einer kleinen Moschee ohne Minbar,  um.  Die Stiftungsurkunde ist nicht erhalten.
Bei dem Erdbeben in Istanbul im Jahr 1894 wurde die Moschee teilweise zerstört und erst zwischen 1973 und 1976 wiederaufgebaut. Das restaurierte Gebäude bekam außerdem ein Minarett.

## Architektur

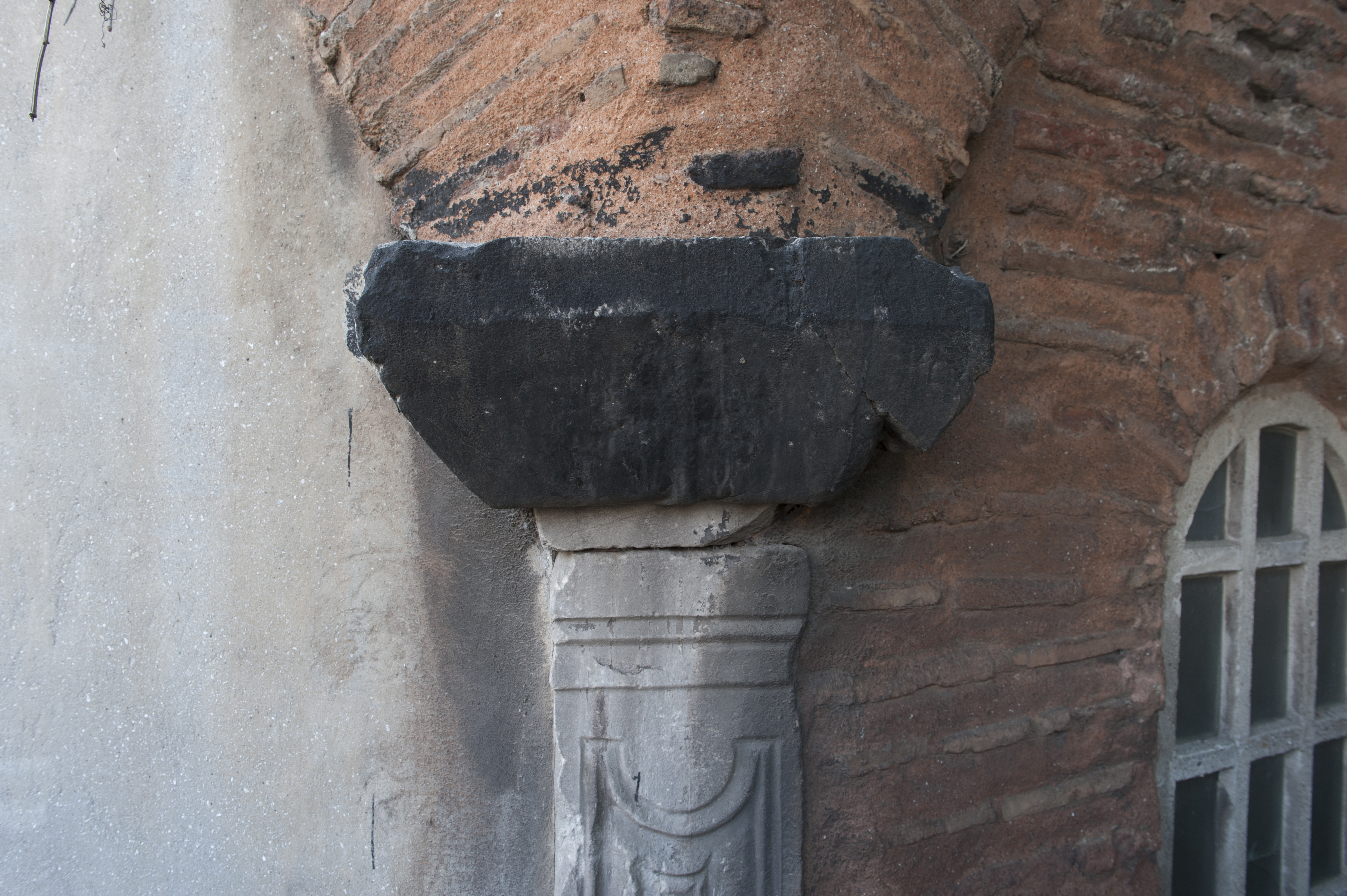
Säule der Moschee

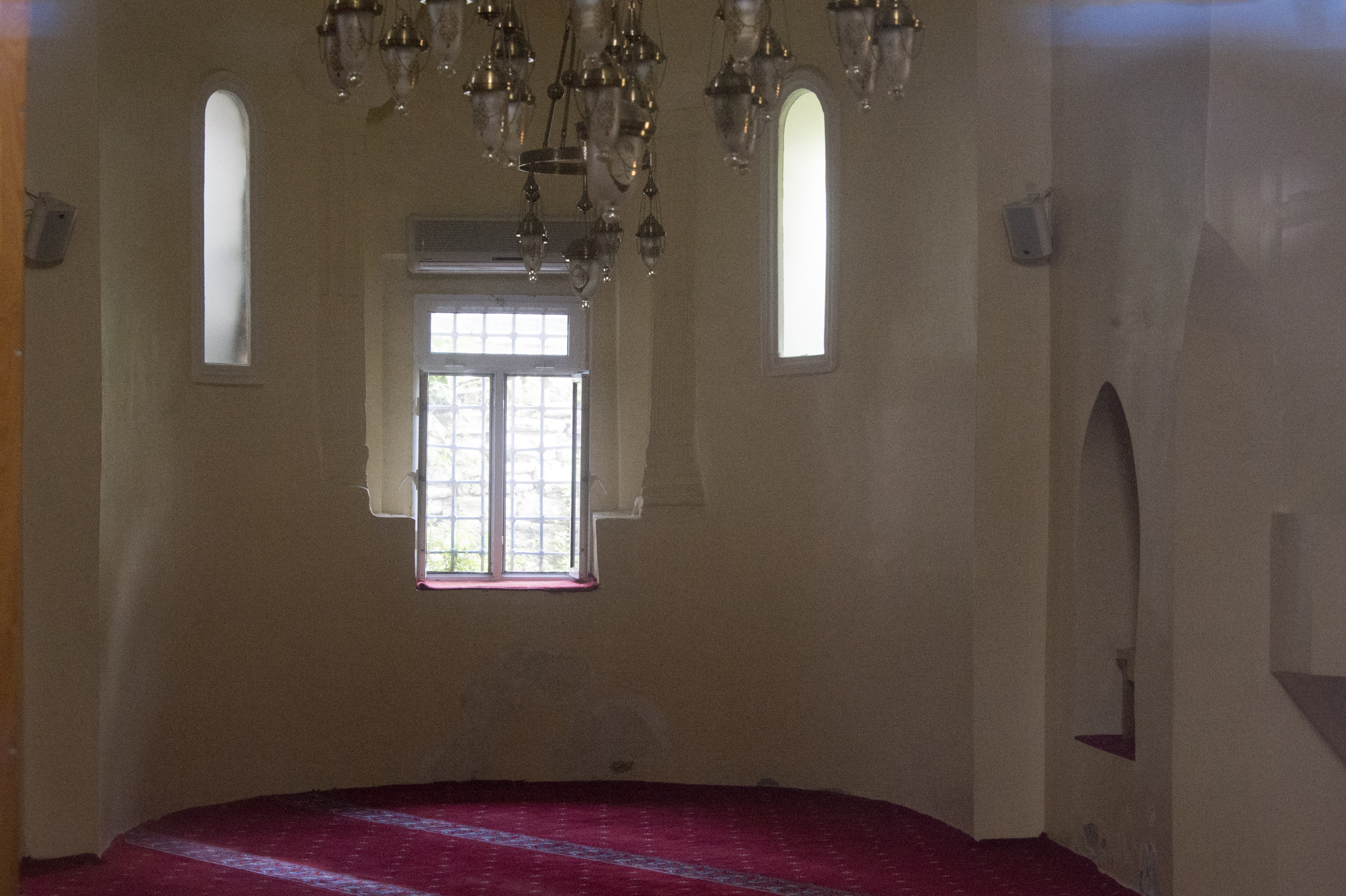
Blick ins Innere

Aufgrund der geringen Abmessungen kann das Gebäude keine Kirche eines Klosters gewesen sein, sondern wohl eher ein Martyrion oder Mausoleum, dessen Erbauung in die Palaiologen-Zeit (14. Jahrhundert) datiert werden kann. Das Bauwerk wurde äußerlich über einem unregelmäßigen oktogonalen Grundriss errichtet und hat einen kreuzförmigen Grundriss im Inneren mit einer Apsis im Osten. Licht tritt durch die gegenüberliegenden Fenster der Kreuzarme. Die Fenster sitzen in einem Blendbogen. Das Mauerwerk besteht aus alternierenden Reihen von Ziegel- und Werksteinen, die dem Äußeren das typische gebänderte Aussehen der Palaiologen-Zeit verleihen. Reste von Mauern, die vor der Restaurierung im Nordwesten und im Süden noch vorhanden waren, zeigen, dass das Gebäude nicht isoliert stand, sondern mit anderen Gebäuden verbunden war.